# G. L. S. Shackle
George Lennox Sharman Shackle (14 de julio de 1903 – 3 de marzo de 1992) fue un economista inglés. Hizo un intento práctico de desafiar la clásica teoría de la elección racional y ha sido caracterizado como un "postkeynesiano", a pesar de que está influenciado también por la Escuela austriaca de economía. Mucho de su trabajo se asocia con la teoría de la evidencia de  Dempster–Shafer.

El precio del bono y, como consecuencia aritmética y rígida, la tasa de interés es una variable inherentemente inquieta..

## Vida
Nacido en Cambridge, su padre era profesor de matemáticas y había preparado a John Maynard Keynes para obtener una beca de Eton. Shackle asistió a The Perse School, pero sus padres no podían costear su estancia en la universidad, así que comenzó a trabajar como empleado bancario. Más tarde se convirtió en profesor, estudió en su tiempo libre para obtener un título universitario de la Universidad de Londres en 1931. Empezó a trabajar en un doctorado bajo la supervisión de Friedrich Hayek en la LSE, pero cambió a una interpretación de la Teoría General del Empleo, el Interés y el Dinero de Keynes. Obtuvo su doctorado en 1937.
Después de varios puestos académicos, al estallar la Segunda Guerra Mundial en 1939, Shackle fue nombrado para la S-Branch, la oficina interna de economistas de Sir Winston Churchill. Allí sirvió junto con Donald MacDougall y Helen Makower bajo el liderazgo de Frederick Lindemann.
Después de la guerra, pasó un breve período en la Oficina del Gabinete bajo James Meade y en la Universidad de Leeds que lo llevó a ser nombrado Profesor Brunner de Economía en la Universidad de Liverpool, cargo que ocupó hasta su retiro en 1969.

## Visión de la economía
Shackle fue influenciado por Keynes y Gunnar Myrdal y desafió el papel convencional de la probabilidad en la economía, alegando que fallaba siempre al lidiar con eventos "sorprendentes". Los motivos de su pensamiento se pueden ver en la observación de Keynes:
   "Por conocimiento "incierto" ... no me refiero simplemente a distinguir lo que se conoce con certeza de lo que es solo probable. El juego de la ruleta no está sujeto, en este sentido, a la incertidumbre ... El sentido en el que estoy usando el término es aquel en el que la perspectiva de una guerra europea es incierta, o el precio del cobre y la tasa de interés dentro de veinte años, o la obsolescencia de una nueva invención ... Sobre estos asuntos no existe una base científica sobre la cual se pueda calcular ninguna probabilidad calculable. ¡Simplemente no lo sabemos!"
   - John Maynard Keynes, Teoría general del empleo, el interés y el dinero
Aunque de naturaleza técnica, el trabajo de Shackle llevó la economía a un territorio nuevo, como la importancia de la imaginación en las decisiones económicas para evaluar la verosimilitud de los resultados alternativos. Aunque el trabajo de Shackle ha tenido un impacto limitado en el pensamiento dominante dentro de la economía, continúa (tal vez cada vez más) atrayendo interés.
También afirmó la importancia del análisis de Gunnar Myrdal por el cual el ahorro y la inversión pueden ajustarse ex ante entre sí. Sin embargo, la referencia al análisis ex ante y ex post se ha vuelto tan habitual en la macroeconomía moderna que la posición de Keynes de no incluirla en su trabajo, actualmente no se considera una rareza, sino un error. Como lo expresó Shackle:
   "El lenguaje ex ante de Myrdal habría evitado que la Teoría General describiera el flujo de inversión y el flujo de ahorro de la misma manera, igual de tautológicamente y dentro del mismo discurso, tratando su igualdad como una condición que puede o no cumplirse. (Shackle, G.L.S. (1989) "¿Qué hizo la Teoría General?", En J. Pheby (ed), Nuevas Direcciones en Economía Poskeynesiana, Aldershot: Edward Elgar.)
Shackle también ha hecho contribuciones importantes a la historia del pensamiento económico, especialmente con respecto a las escuelas de pensamiento económico del siglo XX.

## Expansión de la economía de Keynes
Mientras Shackle pensaba que el trabajo de Keynes proporcionaba la mejor base sobre la cual construir un nuevo tipo de economía, también pensó que Keynes no había entendido completamente la importancia de la revolución que había emprendido cuando escribió sus obras clave. Shackle dijo que el trabajo de Keynes debe entenderse como haber dado tres pasos hasta que finalmente llegó a un nuevo método revolucionario de análisis económico. El primero de estos tres pasos se encontraba en el Tratado sobre el dinero de Keynes. "Antes del Tratado", escribió Shackle, "la tasa de interés estaba determinada por gustos y circunstancias objetivas, por la persuasión de los que perciben ingresos para transferir el consumo del presente al futuro, y el deseo de los hombres de negocios de transferir los medios de empresa desde el futuro hasta el presente, alterando así las posibilidades productivas y ampliando los ingresos futuros de la sociedad, incluidos ellos mismos ". Shackle escribió que ya en su Tratado sobre el dinero Keynes estaba atacando esta concepción de la tasa de interés.
   "En el Tratado se nos muestra el mercado de bonos tal como existe en la vida real: un mercado especulativo donde un precio, con una identidad y una estabilidad momentánea, solo puede existir si hay dos bandos de concesionarios que tienen puntos de vista opuestos del movimiento inminente de los precios de los bonos."
Shackle sostuvo que Keynes aún no había comprendido en el Tratado "el significado del gran socavamiento que le había hecho a la teoría del valor". Pero en la lectura de Shackle, Keynes abandonó este "gran socavamiento" de la "teoría del valor" -por lo cual se refería a cualquier economía basada en el equilibrio del mercado- en su Teoría General, recurriendo a una "metodología curiosa ... donde lo que se muestra es un rango de 'equilibrios' del tipo más precario y efímero ". Shackle escribe que Keynes solo llegó realmente al verdadero significado de la revolución que había emprendido en el Capítulo 12 de la Teoría General y luego, con más fuerza, en su artículo de 1937 en el Quarterly Journal of Economics titulado The Theory of Employment. En estos escritos, Keynes formuló una teoría de la incertidumbre sobre el futuro que hizo explotar todo el edificio de la economía tradicional que descansaba, implícitamente, en la noción de concepciones de equilibrio intemporal que implicaba el pleno acceso al conocimiento por parte de todos los actores.
Al delinear esto, Shackle intentó casarse con lo que consideraba las mejores ideas de Keynes en el Tratado sobre el dinero, con su noción posterior de preferencia de liquidez en la Teoría General. Al hacerlo, Shackle formó una teoría coherente y especulativa de las tasas de interés en la que las tasas de interés se ajustan a las expectativas de los especuladores financieros frente a un futuro incierto. 
Esto complementa la idea de Keynes en la Teoría General de que la inversión no está sujeta al cálculo racional, tal como la mayoría de los economistas entienden ese término. Estos dos puntos hacen que la explicación de Shackle de la economía de Keynes sea intrínsecamente indeterminada. Para Keynes y Shackle, una economía de mercado no necesita llegar a ningún destino en particular. Debe ser vista como una entidad en continuo flujo que solo generará una inversión suficiente para garantizar el pleno empleo mediante una casualidad poco probable.

## El equilibrio frente al tiempo
La esencia de la revaluación radical de la teoría económica de Shackle fue principalmente epistémica. Pensó que la economía neoclásica y otras formas de economía que usan métodos de equilibrio ignoraron la dimensión del tiempo. La economía neoclásica se basa en la idea de que los agentes actuarán racionalmente; pero esta racionalidad es efectivamente sinónimo de decir que los agentes conocen el futuro. Shackle señaló que para que los agentes actúen "racionalmente" -en el sentido en que los economistas neoclásicos entendieron esa palabra-, tendrían que saber lógicamente qué acciones llevarían a cabo todos los demás agentes. Esto, afirmó Shackle, era en realidad lo mismo que suponer que conocían el futuro. Shackle sostenía que la forma en que la economía neoclásica había contrabandeado en esta fuerte suposición era en el uso de ecuaciones simultáneas.
Cuando intentaron justificar este método, los economistas neoclásicos, comenzando con Leon Walras y Francis Ysidro Edgeworth invocaron el principio de tanteo o "andar a tientas". Supusieron que los agentes probarían continuamente diferentes ofertas y precios hasta que se alcanzara la serie de ofertas y precios que producían el equilibrio. Esto implicaba que el sistema de ecuaciones simultáneas se estaba utilizando como una especie de taquigrafía para un resultado que en realidad se alcanzaba dinámicamente a través de una serie de ensayos y errores. Pero Shackle afirmó que este tipo de razonamiento basado en una analogía entre un sistema estático de ecuaciones simultáneas y un proceso dinámico de tanteo era extremadamente engañoso.
   "Cuando examinamos esta sugerencia, vemos que no es más que un reconocimiento formal de un problema, el problema de cómo (por qué arreglo institucional, por qué organización de asuntos) se deben descubrir los precios de equilibrio. La repetición de prueba y error, mientras el mercado está en suspenso esperando el resultado, no es un recurso práctico. El número de ensayos distintos, incluso si se limita a pasos discretos de precio y cantidad, sería tan inmenso que el "día de mercado" necesario se extendería más allá de los tiempos de la vida humana ... [El] ideal teórico se aplica a días o momentos mutuamente aislados, en que cada uno debe ser tratado como perfectamente autónomo y sin mirar el ayer ni el mañana. Pero el mercado real está tratando con bienes heredados de ayer y en medios de producción cuyos productos no estarán listos hasta mañana. Mientras tanto, las circunstancias no económicas están cambiando y dejando cada equilibrio sucesivo obsoleto."
Shackle afirmó que todo el mecanismo de equilibrio del mercado no podía lidiar con el tiempo y, por lo tanto, no podía tratar con el material real que el economista debe estudiar, que era intrínsecamente histórico por naturaleza. Lo que es más, Shackle era extremadamente desdeñoso de los intentos de relajar los supuestos fuertes de la teoría del equilibrio de mercado para hacerlo más realista. Pensó que las bases estaban demasiado en desacuerdo con la naturaleza del material tratado para salvarlo al relajar algunas de las suposiciones más fuertes como, por ejemplo, intentan hacer los economistas neokeynesianos. Escribió:
   "No tiene mucho sentido exigir pequeñas concesiones y relajaciones del equilibrio general abstracto e intemporal. La luz que puede arrojar sobre los asuntos humanos es arrojada por su versión más austera y formal. No estamos interesados en preguntar: ¿Cómo podría funcionar? La pregunta útil es: ¿qué implica su estructura lógica?"
Shackle pasó a escribir que lo que la concepción de equilibrio del mercado mostraba era un mundo de conocimiento perfecto congelado en el tiempo. Por lo tanto, se planteó como algo útil un mundo donde el conocimiento del futuro es imposible y el tiempo se mueve en una sola dirección. En un mundo así, la acción de los seres humanos debe basarse, en parte, en la razón y, en parte, en la imaginación, específicamente en la imaginación con respecto a lo que varios individuos imaginan que el futuro podría ser o incluso debería ser. Shackle escribió que la economía neoclásica descansaba en un futuro teleológico o predeterminado y, por lo tanto, no dejaba lugar a la elección humana que estaba intrínsecamente ligada a la capacidad de un ser humano de imaginar libremente lo que podría reservar el futuro. Shackle escribió:
   "Cualquiera que sea la forma que tome, la posesión del don imaginativo transforma el problema de dar cuenta de la conducta humana. Por ahora no se trata de cómo se satisfacen las necesidades dadas. La conducta deliberativa, la elección, el acto económico principal, dependen de su posibilidad, cuando van más allá de la respuesta animal instintiva pura al estímulo, del poder conceptual de la mente humana. La elección está necesariamente entre los pensamientos, entre las cosas imaginadas."
Para Shackle, este era el camino correcto para una economía seria que supuestamente debía lidiar con el mundo real. Debería alejarse de las abstracciones que no podrían explicar el tiempo o la elección propia y correcta, sino que debería tratar de dar sentido a un mundo en el que la imaginación y la razón desempeñaran un papel en la determinación de los resultados económicos. Shackle llamó a este tipo de razonamiento caleidoscópico.

## Sobre Shackle
En 'El cisne negro', Nassim Nicholas Taleb escribe sobre Shackle (énfasis añadido):
   "Hayek es uno de los miembros poco conocidos de su "profesión" (junto con J. M. Keynes y G.L.S. Shackle) en centrarse en la verdadera incertidumbre, en las limitaciones del conocimiento, en los libros no leídos en la biblioteca de Eco.
   [...]
   Trágicamente, antes de la proliferación de idiotas sabios empíricamente ciegos, el trabajo interesante había sido iniciado por verdaderos pensadores, como JM Keynes, Friedrich Hayek y el gran Benoit Mandelbrot, todos los cuales se vieron desplazados porque alejaron la economía de la precisión. 'Un gran pensador subestimado es G.L.S. Shackle, ahora casi completamente olvidado, introdujo la noción de "desconocimiento", es decir, los libros no leídos en la biblioteca de Umberto Eco. Es inusual ver el trabajo de Shackle mencionado en absoluto, y tuve que comprar sus libros a comerciantes de segunda mano en Londres."

### De Shackle
- Frowen, S.F. (ed.) (2004). Economists in Discussion : The Correspondence Between G.L.S. Shackle and Stephen F. Frowen, 1951–1992. Palgrave Macmillan. ISBN 0-333-77208-3.

- Shackle, G.L.S (1938) Expectations, Investment and Income
- – (1949). Expectations in Economics. Gibson Press. ISBN 0-88355-816-5.

- – (1967). The Years of High Theory: Invention and Tradition in Economic Thought 1926–1939. Cambridge University Press. ISBN 0-521-06279-9.

- – (1970). Expectation, Enterprise and Profit: The Theory of the Firm. Routledge. ISBN 0-415-31378-3.

- – (1972). Epistemics & Economics: A Critique of Economic Doctrines. Transaction Publishers. ISBN 1-56000-558-0.

- – (1979). Imagination and the Nature of Choice. Edinburgh University Press. ISBN 0-85224-357-X.

- – (1983). "The Bounds of Unknowledge". In J. Wiseman (ed), Beyond positive economics. New York: St. Martin's Press.

### Sobre Shackle
- Stephen, F.H. (ed.) (1985). Expectation, Possibility and Interest: Appraisal of the Economics of GLS Shackle. MCB University Press. ISBN 0-86176-228-2.

- Arrow, Kenneth J., and Hurwicz, L. et al. (1972) in Charles Frederick Carter and J.L. Ford (eds.), Uncertainty and Expectations in Economics. Essays in Honour of G.L.S. Shackle. Oxford: Basil Blackwell, New York: Augustus M. Kelley.
- Frowen,S.F. (2004) "Shackle, George Lennox Sharman (1903–1992)", Oxford Dictionary of National Biography, Oxford University Press, , accessed 3 April 2006
- Earl, Peter E. and Littleboy, Bruce (2014) G.L.S. Shackle (Great Thinkers in Economics), Palgrave Macmillan. ISBN 978-1137281852